# Saint-Jeoire-Prieuré
Saint-Jeoire-Prieuré település Franciaországban, Savoie megyében. Lakosainak száma 1965 fő (2022. január 1.). Saint-Jeoire-Prieuré Challes-les-Eaux, Chignin, Curienne és Myans községekkel határos.

## Népesség
A település népessége az elmúlt években az alábbi módon változott:
| Lakosok száma | 1221 | 1432 | 1606 | 1704 | 1765 | 1866 | 1898 | 1931 | 1965 |
|               | 2013 | 2015 | 2016 | 2017 | 2018 | 2019 | 2020 | 2021 | 2022 |